# Гъстота на населението
Гъстотата на населението представлява броя на хората на единица площ (което може да включва или изключва вътрешните водни басейни), въпреки че това може да се изрази и в съотношение с обитаема, населявана, плодородна (или с потенциал за плодородие) или обработваема площ.
Този показател обикновено се измерва в души на километър или на хектар, което се получава, просто като се раздели броят на жителите на общата площ в километри. Ниската плътност на населението може да доведе до изчезване чрез намалена плодовитост. Плодовитостта може да намалее вследствие затрудняване на намирането на сексуални партньори, както и повишено близкородствено размножаване.
Плътността на населението може да се изчисли за държава, град, области или дори за целия свят.
Населението на света е около 8 милиарда, а общата площ на Земята (включително вода и суша) е 510 млн. km2. Следователно, световната гъстота на населението е 7 500 000 000 ÷ 510 000 000 = 14,7 души на km2. Ако се вземе предвид само сушата на Земята (150 млн. km2), то човешката гъстота на населението е около 50 души на km2. Ако се изключи и Антарктида, тогава общата гъстота на населението би била 55 души на km2. Все пак, повечето от сушата на Земята включва области, които са неблагоприятни за човешко обитаване (пустини, високи планини и други), поради което населението като цяло се струпва около водните източници. Следователно, нужни са допълнителни критерии, които да направят простата гъстота на населението смислена.
Някои от най-гъсто населените места по света са градове държави, минидържави или градски зависими територии. Тези територии имат относително малка площ и високи нива на урбанизация.
Пустините имат много малък потенциал за отглеждане на селскостопански култури, тъй като там не вали достатъчно дъжд. Следователно, гъстотата на населението там е ниска. Все пак, някои градове в Близкия Изток, като например Дубай, увеличават населението и инфраструктурата си с бързи темпове, въпреки че се намират в пустиня.
Градовете с голяма гъстота на населението понякога се считат за пренаселени, макар това да зависи и от фактори като качество на жилищата и инфраструктурата, както и достъпа до ресурси. Най-гъсто населените градове се намират най-вече в Азия (по-конкретно в Югоизточна Азия). В тази категория попадат и Лагос, Киншаса и Кайро в Африка, Богота, Лима и Сао Пауло в Южна Америка, както и Мексико Сити и Санкт Петербург.

## Най-гъсто населени държави и зависими територии
| Място | Държава или зависима територия     | Площ (km2) | Население | Гъстота (на km2) |
| ----- | ---------------------------------- | ---------- | --------- | ---------------- |
| 1     | Макао (Китай)                      | 30,5       | 650 834   | 21 339           |
| 2     | Монако                             | 2,02       | 37 550    | 18 589           |
| 3     | Сингапур                           | 719,9      | 5 612 300 | 7796             |
| 4     | Хонконг (Китай)                    | 1106,3     | 7 409 800 | 6698             |
| 5     | Гибралтар (Великобритания)         | 6,8        | 33 140    | 4874             |
| 6     | Бахрейн                            | 757        | 1 451 200 | 1917             |
| 7     | Ватикан                            | 0,44       | 800       | 1818             |
| 8     | Малта                              | 315        | 475 701   | 1510             |
| 9     | Малдиви                            | 298        | 378 114   | 1269             |
| 10    | Бермудски острови (Великобритания) | 52         | 63 779    | 1227             |

| Място | Държава     | Площ (km2) | Население     | Гъстота (на km2) |
| ----- | ----------- | ---------- | ------------- | ---------------- |
| 12    | Бангладеш   | 143 998    | 165 001 946   | 1146             |
| 19    | Тайван      | 36 193     | 23 572 049    | 651              |
| 25    | Южна Корея  | 100 210    | 51 635 256    | 515              |
| 27    | Руанда      | 26 338     | 12 001 136    | 456              |
| 31    | Нидерландия | 41 526     | 17 271 819    | 416              |
| 33    | Хаити       | 27 065     | 11 112 945    | 411              |
| 34    | Индия       | 3 287 240  | 1 335 543 957 | 406              |
| 36    | Бурунди     | 27 816     | 10 681 186    | 384              |
| 38    | Белгия      | 30 528     | 11 414 214    | 374              |
| 39    | Филипини    | 300 000    | 106 302 840   | 354              |